# Entartete Musik
Entartete Musik (pol. dosłownie muzyka zwyrodniała; analogicznie do Entartete Kunst) – pojęcie używane przez nazistów, określające nowoczesność w muzyce, która ideologicznie nie odpowiadała narodowemu socjalizmowi. Reżim faszystowski w Niemczech był uważany przez swoich zwolenników nie tylko za ruch polityczny, ale także kulturowy. Jako taki właśnie NS świadomie łamał pluralizm kulturalny Republiki Weimarskiej i kwestionował wszystkie „obce” doktrynie wpływy, dyskredytując twórczość awangardy. 
Kompozytorzy muzyki nowoczesnej nazywani byli twórcami muzyki zdegenerowanej. Prześladowani byli głównie  artyści pochodzenia żydowskiego: Arnold Schönberg, Ernst Křenek, Kurt Weill, Hanns Eisler, Franz Schreker, Erwin Schulhoff i Ernst Toch. Ale dotknęło to również kompozytorów „czysto aryjskich”, takich jak: Anton Webern, Paul Hindemith czy Igor Strawinski. Za „zdegenerowane” uznano także dzieła zmarłego właśnie Albana Berga. W Niemczech obowiązywał oficjalny zakaz wykonywania ich utworów.

## Wystawa

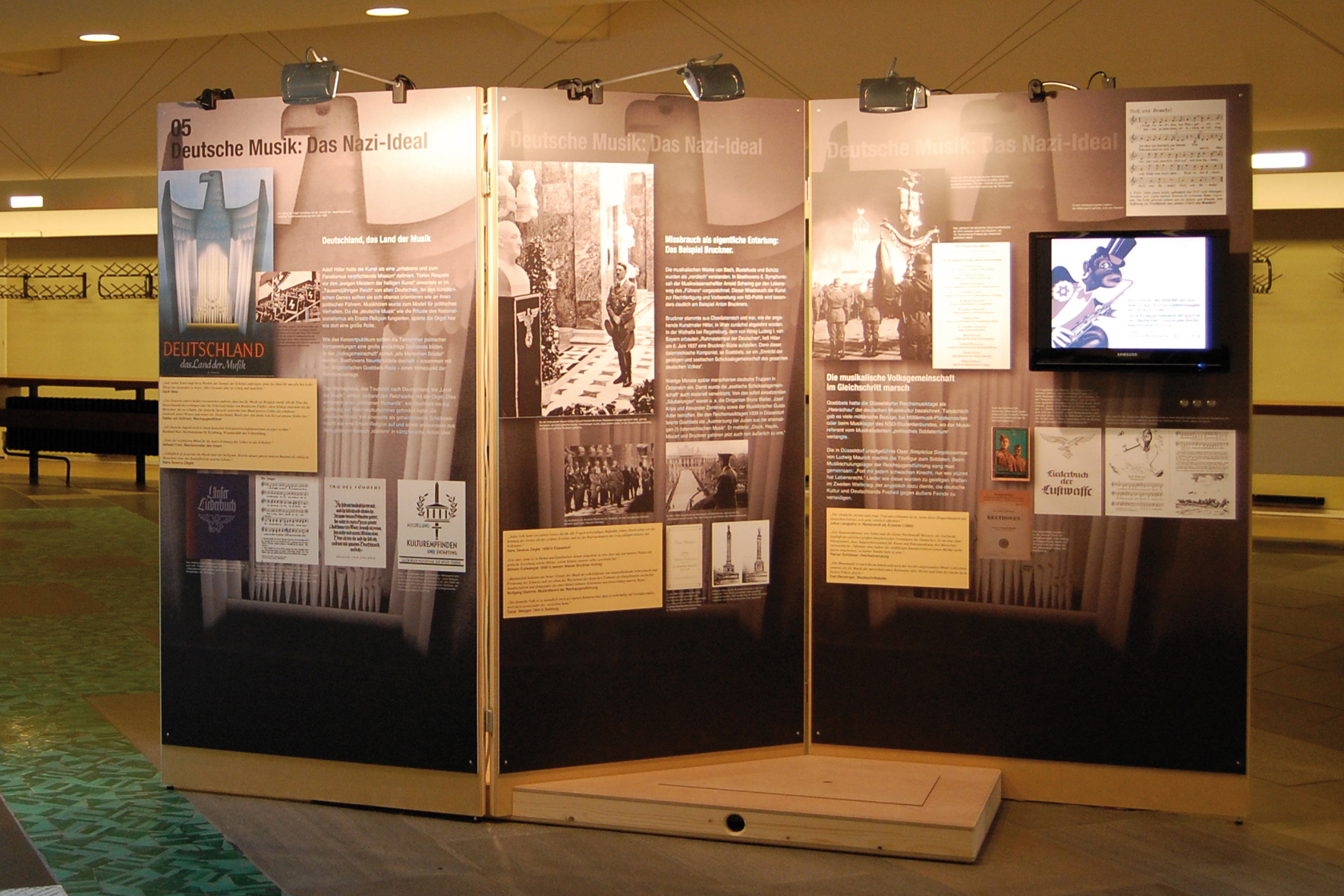
Fragment zrekonstruowanej w 2007 roku wystawy Entartete Musik, której wersję pokazywaną w Niemczech zatytułowano Das verdächtige Saxophon - podejrzany saksofon

W ramach „Muzycznych Dni Rzeszy” (Reichsmusiktage) w roku 1938 w Düsseldorfie, na których swój utwór Festliches Präludium (1913) dyrygował Richard Strauss, Hans Severus Ziegler zorganizował w nawiązaniu do monachijskiej wystawy Entartete Kunst - (sztuka zdegenerowana) z 1937 (z której twórcą Adolfem Ziglerem nie był spokrewniony), wystawę Entartete Musik - muzyka zdegenerowana. Polemizował na niej z jazzem i muzyką twórców żydowskich oraz żądał usunięcia jej z niemieckiego życia muzycznego. Wystawę pokazano także w Weimarze, Monachium i  Wiedniu. Na okładce broszury towarzyszącej wystawie, obok karykatury czarnoskórego muzyka jazzowego, z gwiazdą Dawida w butonierce, widniał napis: „Entartete Musik – eine Abrechnung von Staatsrat Dr. Hans Severus Ziegler, Generalintendant des Deutschen Nationaltheaters zu Weimar”.
Pięćdziesiąt lat później, Albrecht Dümling i Peter Girth zrekonstruowali tę wystawę. Otwarto ją 16 stycznia 1988 w Tonhalle w Düsseldorfie. Wystawa pokazywana była na całym świecie. Wersja amerykańska - w USA w 1991, hiszpańska w 2007, niemiecka w 2007 - pod tytułem Das verdächtige Saxophon, czyli „Podejrzany saksofon”.

## Literatura
- Theo Stengel Lexikon der Juden in der Musik : Mit einem Titelverzeichnis jüdischer Werke. Zusammengestellt im Auftrag der Reichsleitung der NSDAP auf Grund Behördllicher, parteiamtlich geprüfter Unterlagen in Verbindung mit Herbert Gerigk. Berlin : Hahnefeld Verlag, 1943 (Reihentitel:  Veröffentlichungen des Instituts der NSDAP. zur Erforschung der Judenfrage, Frankfurt am Main [Bd. 2])
- Das „Dritte Reich“ und die Musik, zur gleichnamigen Ausstellung im Schloss Neuhardenberg. Berlin : Nicolai, 2006 ISBN 3-89479-331-7.- Französische Ursprungsversion (Musée de la Musique, 2004): Übersetzung der Texte aus dem Französischen ins Deutsche: Bernard Banoun, ISBN 2-213-62135-7
- Bente-Helene van Lambalgen, Emanuel Overbeeke, Leo Samama: Entartete Musik: verboden muziek onder het nazi-bewind. Amsterdam University Press, 2004, ISBN 90-5356-715-1.
- Albrecht Dümling/Peter Girth (Hrsg.): Entartete Musik. Dokumentation und Kommentar zur Düsseldorfer Ausstellung von 1938, Düsseldorf: der kleine verlag, 1./2. Auflage 1988, 3. überarbeitete und erweiterte Auflage 1993, ISBN 3-924166-29-3